# 居銮华语
2°01′06″N 103°19′41″E / 2.0181955°N 103.3280656°E
居銮华语是于1940－80年代在马来西亚柔佛州居銮通行的一种漢語，是一種兼具四川腔和客家話腔的北方官話。發源於中華民國抗日戰爭期間四川人避走馬來西亞居銮，以教書為生，母語為客家話的居銮學生習得了老師的四川腔北京官话，加上自身的客家口音，這種新的官話就是居銮华语。

## 历史
居銮华语最初流行於居銮中华学校 及周边区域（依斯迈街、南峇街），并以叶陶沙新村（豆沙路）一带为中心向外流传扩展。1960－70年代的全盛时期，居銮华语从叶陶沙新村扩散至整个居銮市区，甚至华裔英校生和外地人都学会使用居銮华语。
由于馬來西亞講華語運動推動馬來西亞華語标准化，居銮华语逐渐式微，1980年代以后出生的华裔青年很少能够流畅说出道地的居銮华语，年轻一代甚至没有听说过这种语言。现在活跃的居銮华语使用者以1950－60年代出生的华裔英校生为主，相信是因为他们通过社交管道学习，并没有受过馬來西亞華語學校教育的「纠正」，才得以保持。
另一方面，居銮华语多被会党成员使用，甚至有认为源自黑话，一直都让人有粗俗低下的印象，所以在社会上是属于男性的用语，即使是会说居銮华语的女性，也只限于私底下交流才会使用。

## 特征
拉曼大学中华研究中心主讲人邱克威博士整理居銮华语的发音特征，认为它是从学习四川老师的口音开始，并通过客家方言来确立基础，两者结合下形成特殊的变异，因此不同于一般的方言变异，更倾向于是一种社会变异。 居銮华语的特点主要是发生在声调的变异上面，归纳：
- 阴平调：保持不变；
- 阳平调：转变为半上降调；
- 上声调：保持不变（半上降调）；
- 去声调：调值不固定，大致上接近上声，但有时无任何变化；
- 古入声：保留短促调。

譬如：用居銮华语说出“居銮人”的词句，发音类似“居卵忍”，第二声（阳平调）的发音明显不同。
脸书「居銮华语俱乐部」专页管理员谢有达（Mony Chia）认为居銮华语约有6种声调，但听起来像是标准汉语的第三声，每个长、短音都有少许差异。

### 举例
- 我要去中华学校。

本地口音：wǒ yào qù zhōng huǎ xuě xiào.
标准口音：wǒ yào qù zhōng huá xué xiào.
- 老板，给我一杯居銮咖啡。

本地口音：lǎo bǎn, gěi wǒ yī bēi jū luǎn kā fēi.
标准口音：láo bǎn, géi wǒ yī bēi jū luán kā fēi.
- 我是居銮人，所以我讲居銮华语。

本地口音：wǒ shì jū luǎn rěn, suǒ yǐ wǒ jiǎng jū luǎn huǎ yǔ.
标准口音：wǒ shì jū luán rén, suó yǐ wó jiǎng jū luán huá yǔ.
- 南山高，銮水长，巍巍哉我中华。

本地口音：nǎn shān gāo, luǎn shuǐ chǎng, wěi wěi zāi wǒ zhōng huǎ.
标准口音：nán shān gāo, luán shuǐ cháng, wéi wéi zāi wǒ zhōng huá.